# Castelo Branco (João Pessoa)
Castelo Branco é um bairro da zona sul de João Pessoa.
Um dos bairros mais procurados por estudantes por abrigar o câmpus I da Universidade Federal da Paraíba (UFPB). Praticamente dito um bairro de estudantes, o Castelo Branco tem como tendência o crescimento de construções e habitações estudantis, tais como pequenos prédios com apartamentos que são praticamente preenchidos por estudantes e até pensionatos. Um bairro que está passando por modificações estruturais de urbanização e restaurações de suas áreas e praças. A última foi a triplicação das vias do bairro com outro bairro vizinho, Bancários.
O nome do bairro é uma referência ao ex-presidente do Brasil e marechal do exército Humberto de Alencar Castello Branco.

## História
O então bairro de Tambaú era um mero balneário de veraneio e turismo descontínuo ao resto da cidade. A região sul que era uma mistura de florestas tropicais com propriedades rurais. O crescimento urbano da zona sul ocorreu após a abertura da avenida Epitácio Pessoa ligando o centro da cidade com Tambaú transformado em bairro, fazendo com que a cidade se transformasse de fluvial a marítima. O projeto da UFPB também foi crucial nos primórdios da zona sul e por mera consequência da sua primeira vila (Castelo Branco I), erguido durante o regime militar. Depois vieram o II e finalmente o III sub-bairro mais ocidental e próximo ao então centro da cidade. Basicamente a divergência da zona sul se deu por fatores naturais, pois a maior bacia urbana rasga o geo-sítio gerando um íngreme vale do médio Jaguaribe e isto dificultou a extensão e expansão da zona norte para o sul (o planalto da zona leste e oeste eram mais próximas, razão pela qual a zona norte teve bem menos dificuldades em se expandir para ambas, o inverso do que se deu com a zona sul). Originalmente havia um projeto de uma ponte entre a Beira Rio e a via principal que divide o II e o III, citado pela associação de moradores e seus registros históricos, mas o projeto nunca saiu do papel e não se sabe os pontos positivos e negativos que isso traria. A princípio desafogaria o trânsito em uma zona e pioraria em outra, facilitando a expansão do terciário privado mas também levando o clima de poluição sonora além zona norte e expandindo também o aumento de certos crimes em frente a estabelecimentos em processo de expansão espacial.